# دهستان سهندآباد
دهستان سهندآباد یکی از دهستان‌های استان آذربایجان شرقی است که در بخش تیکمه‌داش شهرستان بستان‌آباد واقع شده‌است.